# Wzmocnienie (wojsko)
Wzmocnienie – działania sił lub ich części, które pomagają, zabezpieczają, uzupełniają lub wspierają działania każdego innego rodzaju sił.
Wzmocnienie w wymiarze rzeczowym, to pododdziały, oddziały i związki taktyczne wydzielone ze składu innych jednostek organizacyjnych i podporządkowane na okres wykonania określonego zadania innemu dowódcy. Dowódca, któremu jednostki te zostały podporządkowane, wykorzystuje je zgodnie z własną decyzją stawiając im konkretne zadania. Główne ograniczenie stanowi tylko czas określony przez szczebel wydzielający siły.
Wzmocnienie w wymiarze czynnościowym  to określone działanie wojsk współdziałających, potęgujących siłę uderzenia ogniowego lub wojskami.